# Crompond (New York)
Crompond est une census-designated place du comté de Westchester, dans l'État de New York, aux États-Unis,. En 2020, elle compte une population de 2 330 habitants.